# Daniel Bielenstein
Daniel Bielenstein (* 31. Juli 1967 in Bonn) ist ein Journalist und Schriftsteller.
Unter dem Pseudonym Henrik Siebold schreibt er Kriminalromane, in deren Mittelpunkt der in Hamburg ermittelnde, japanische Inspektor Kenjiro Takeda steht.
Für seine zahlreichen Kurzgeschichten ist er vielfach ausgezeichnet worden, seinen Durchbruch schaffte er 2003 mit seinem ersten Roman „Die Frau fürs Leben“. Es folgten weitere Unterhaltungsromane, die um das Liebesleben moderner Großstadt-Singles kreisen.
Bielenstein veröffentlichte auch Bücher unter dem Pseudonym Philip Tamm, z. B. „Billigflieger“, „Herrengedeck“, „Zwei wie wir“.
Bielenstein lebt in Hamburg.
Als Jugendbuchautor ist Bielenstein sowohl unter seinem Namen, als auch unter dem Pseudonym Jakob M. Leonhardt aktiv. Seine Comicroman-Reihe um den jugendlichen Chaoten Felix Rohrbach richtet sich an ein Lesepublikum ab 11 Jahren. Ebenfalls dem Genre des Comicromans zuzuordnen ist die zweibändige Science-Fiction-Geschichte „Henry Vegas“.

## Werke (Auswahl)
- Max und Isabelle. Berlin 2004, ISBN 3-87024-674-X.
- Ein Mann zum Stehlen. Frankfurt am Main 2005, ISBN 3-502-11002-6.
- Das richtige Leben. Frankfurt am Main 2007, ISBN 978-3-502-11001-9.
- Zwei Singles zu dritt. Frankfurt am Main 2008, ISBN 978-3-502-11044-6.
- Jordan – Die Jagd. Frankfurt am Main 2009, ISBN 978-3-401-06485-7.
- Jordan – Das China-Komplott. Würzburg 2011, ISBN 978-3-401-06487-1.
- Knapp vorbei ist auch daneben. Ein genialer Chaot packt aus. ISBN 978-3-401-50550-3
- Inspektor Takeda und die Toten von Altona, Aufbau, Berlin 2016, ISBN 978-3-7466-3213-1
- Inspektor Takeda und der leise Tod, Aufbau, Berlin 2017, ISBN 978-3-7466-3300-8
- Inspektor Takeda und der lächelnde Mörder, Aufbau, Berlin 2018, ISBN 978-3-7466-3385-5
- Inspektor Takeda und das doppelte Spiel, Aufbau, Berlin 2019, ISBN 978-3-7466-3514-9
- Inspektor Takeda und die stille Schuld, Aufbau, Berlin 2021, ISBN 978-3-8412-2575-7
- Inspektor Takeda und das schleichende Gift, Aufbau, Berlin 2022, ISBN 978-3-7466-3896-6
- Inspektor Takeda und der schöne Schein, Aufbau, Berlin 2023, ISBN 978-3-7466-4068-6
- Inspektor Takeda und der tödliche Ruhm, Aufbau, Berlin 2025, ISBN 978-3-7466-4160-7

Die Bücher sind teilweise auch als  Hörbücher verfügbar, z. B. bei audible.